# Nindirí
Nindirí è un comune del Nicaragua facente parte del dipartimento di Masaya.